# Замок Кэйр

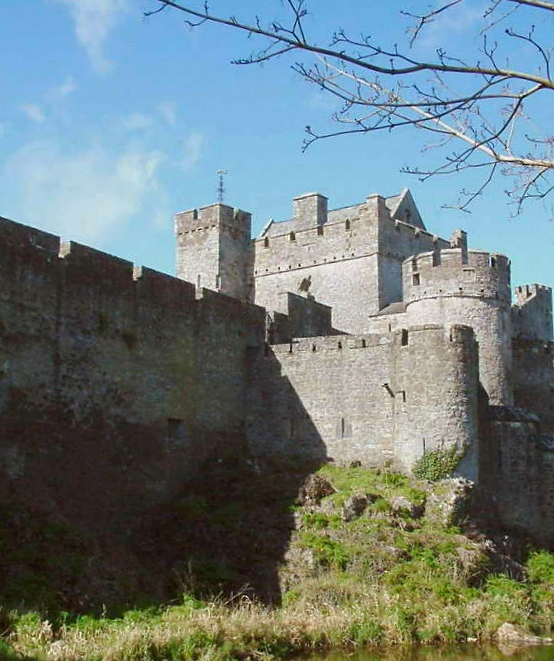
Замок Кэйр

Замок Кэйр (англ. Cahir Castle) — один из самых крупных замков в Ирландии расположен на острове посреди реки Шур в центре города Кэр, графства Южный Типперэри. Замок занимает стратегическую позицию между городами Уотерфорд и Лимерик.

## История замка
Замок Кэйр был построен в графстве Типперэри в 1142 году Конором О’Брайеном (англ. Conor O'Brian), принцем Томонда (англ. Thomond — одного из королевств, которые существовали в Ирландии до вторжения норманнов.
В 1375 году за лояльность к английскому королю Эдуарду III замок был подарен Джеймсу Батлеру, барону Кэйра.
Во время Девятилетней войны в 1599 году замок был взят после трехдневной осады Робертом Деверё, 2-м графом Эссекским.
Во время Английской революции в конце 1640-х замок дважды осаждался: в 1647-м и в 1650-м годах. В 1650 году замок был сдан без единого выстрела Оливеру Кромвелю. Во многом благодаря этому он дошел до нашего времени в превосходном состоянии.
В XIX веке семьёй Батлеров проводились попытки реставрации замка.
В 1961 году замок перешёл в собственность государства.
В настоящее время замок открыт для посетителей.